# Tacx Pro Classic
La Tacx Pro Classic és una cursa ciclista d'un dia neerlandesa que es disputa a la província de Zelanda. Creada amb el nom de Delta Tour Zeeland el 2008, era el resultat de la fusió de l'OZ Wielerweekend i la Delta Profronde. Era una cursa per etapes i ja va entrar a formar part de l'UCI Europa Tour, amb una categoria 2.1.
El 2012 passà a anomenar-se Ronde van Zeeland Seaports en canviar el seu patrocinador principal, alhora que la cursa passava a disputar-se en un sol dia i a tenir una categoria 1.1. El 2017 tornà a canviar de nom a Tacx Pro Classic.

## Palmarès
| Any                        | Vencedor                    | Segon               | Tercer              |
| -------------------------- | --------------------------- | ------------------- | ------------------- |
| Delta Tour Zeeland         |                             |                     |                     |
| 2008                       | Christopher Sutton          | Robert Wagner       | Jeremy Hunt         |
| 2009                       | Tyler Farrar                | Alessandro Petacchi | Robert Wagner       |
| 2010                       | Tyler Farrar                | Jos van Emden       | Graeme Brown        |
| 2011                       | Marcel Kittel               | Theo Bos            | Jos van Emden       |
| Ronde van Zeeland Seaports |                             |                     |                     |
| 2012                       | Reinardt Janse van Rensburg | Lars Boom           | Gijs van Hoecke     |
| 2013                       | André Greipel               | Ramon Sinkeldam     | Kenny van Hummel    |
| 2014                       | Theo Bos                    | Ramon Sinkeldam     | Michael Van Staeyen |
| 2015                       | Iljo Keisse                 | Niki Terpstra       | Łukasz Wiśniowski   |
| 2016                       | No disputada                |                     |                     |
| Tacx Pro Classic           |                             |                     |                     |
| 2017                       | Timo Roosen                 | Taco van der Hoorn  | Dylan Groenewegen   |
| 2018                       | Peter Schulting             | Dries De Bondt      | Jérôme Baugnies     |
| 2019                       | Dylan Groenewegen           | Elia Viviani        | Arvid de Kleijn     |